# Tysklands landslag i kälkhockey
Tysklands landslag i kälkhockey kontrolleras av DRS,.

## Meriter

### Paralympiska spelen
- Turin 2006 - 4

### Världsmästerskap
- Örnsköldsvik 2004 - 7
- Marlborough 2008 - 5
- Ostrava 2009 - 8

### Europamästerskap
- Zlín 2005 -  Guld
- Pinerolo 2007 -  Brons
- Sollefteå 2011 – 6

### Fotnoter
1. ↑  Orpha Selbsthilfe Arkiverad 19 juli 2011 hämtat från the Wayback Machine. (tysa), orpha-selbsthilfe.de